# Manoir de Thou
Le manoir de Thou est un manoir situé à Yzeures-sur-Creuse (Indre-et-Loire) et inscrit aux monuments historiques le 7 octobre 2003.